# シジッロ
シジッロ（伊: Sigillo）は、イタリア共和国ウンブリア州ペルージャ県にある、人口約2,300人の基礎自治体（コムーネ）。

## 地理

### 位置・広がり

#### 隣接コムーネ
隣接するコムーネは以下の通り。括弧内のANはアンコーナ県所属を示す。
- コスタッチャーロ
- ファブリアーノ (AN)
- フォッサート・ディ・ヴィーコ
- グッビオ

### 気候分類・地震分類
シジッロにおけるイタリアの気候分類 (it) および度日は、zona E, 2287 GGである。
また、イタリアの地震リスク階級 (it) では、zona 2 (sismicità media) に分類される。

## 行政

### 分離集落
シジッロには、以下の分離集落（フラツィオーネ）がある。
- Fontemaggio, Val di Ranco, Scirca